# Dinamo Wołgograd (piłka ręczna kobiet)
Dinamo Wołgograd (ros. Динамо Волгоград) – żeński klub piłki ręcznej z Rosji. Powstały w 1972 roku z siedzibą w mieście Wołgogradzie. Klub występuje w rozgrywkach Superligi.

## Sukcesy
- Mistrzostwa Rosji:
  -  (1993, 1995, 1996, 1998, 2000, 2001, 2009, 2010, 2011, 2012)
  -  (2002, 2003, 2004, 2005, 2006)
  -  (1997, 2007, 2008)
- Puchar EHF:
  -  (2008)
- Puchar Zdobywców Pucharów:
  -  (1995)

## Zawodniczki

### Kadra 2012/13
- 1.  Anna Siedojkina
- 3.  Ksenija Miłowa
- 4.  Anastazija Pidpałowa
- 6.  Anna Koczetowa
- 7.  Walentina Gonczarowa
- 9.  Jelena Awdekowa
- 10. Olga Lewina
- 11. Darija Dmitriejewa
- 12. Wiktorija Tymoszenkowa
- 14. Polina Wiedechina
- 13. Natalija Danszina
- 15. Karina Pawłowa
- 17. Aleksandra Stiepanowa
- 19. Ksenija Makiejewa
- 20. Wiktorija Diwiak
- 21. Jekatierina Czernobrowina
- 22. Ołena Jacenko
- 24. Jekatierina Grebenkina
- 26. Jekatierina Czernowa
- 29. Jelena Fomina
- 77. Wiktorija Borszczenko
- 99. Tatjana Chmyrowa